# از پرونده‌های درهم خانم باسیل ئی. فرانکویلر (فیلم ۱۹۷۳)
از پرونده‌های درهم خانم باسیل ئی. فرانکویلر (انگلیسی: From the Mixed-Up Files of Mrs. Basil E. Frankweiler) یک فیلم در ژانر است که در سال ۱۹۷۳ منتشر شد. از بازیگران آن می‌توان به اینگرید برگمان اشاره کرد.